# Casemate Mougin

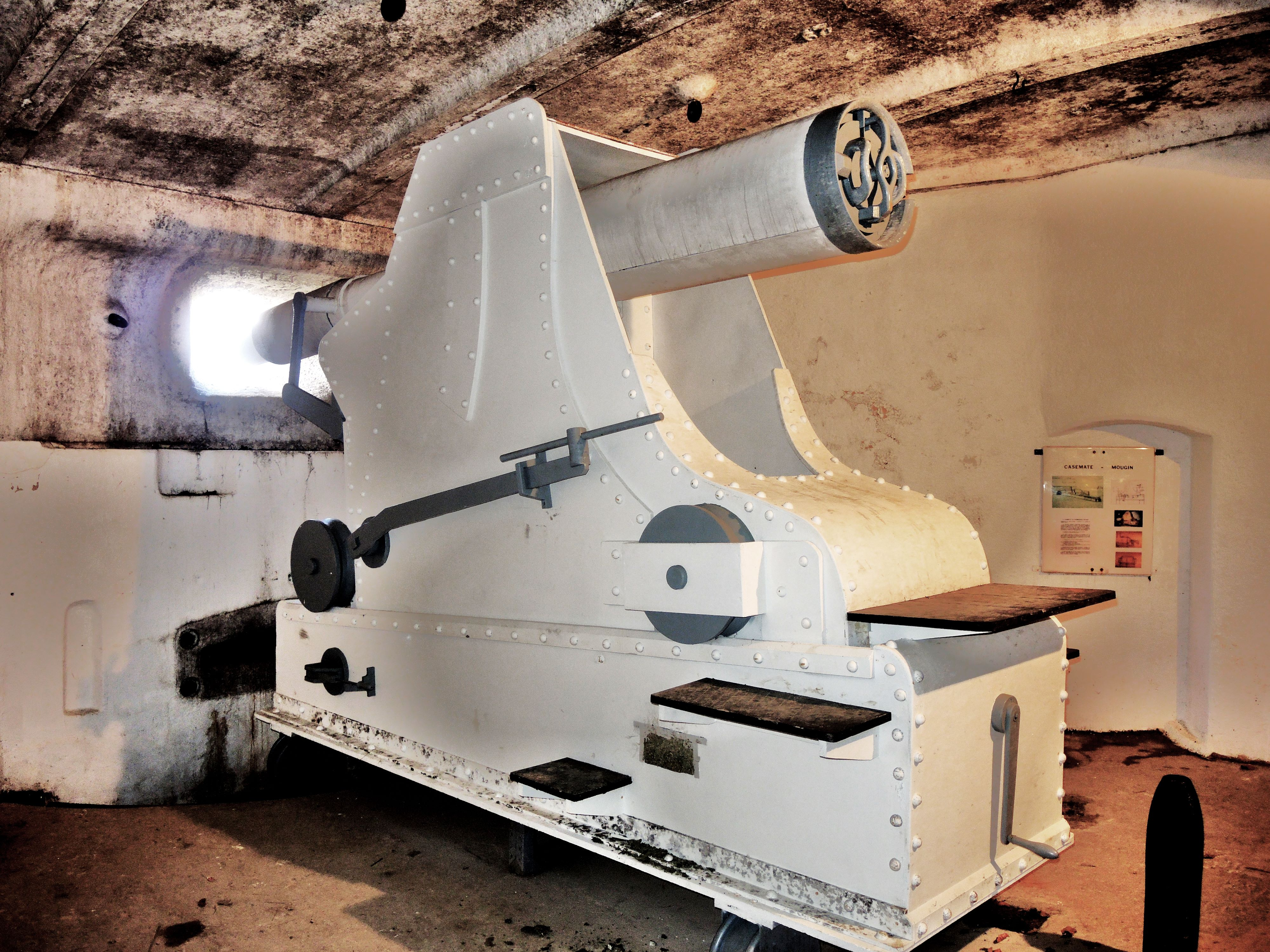
Kasematte mit Lafette und Geschütznachbildung der Canon de 155 mm L modèle 1877 im Fort du Mont Bart

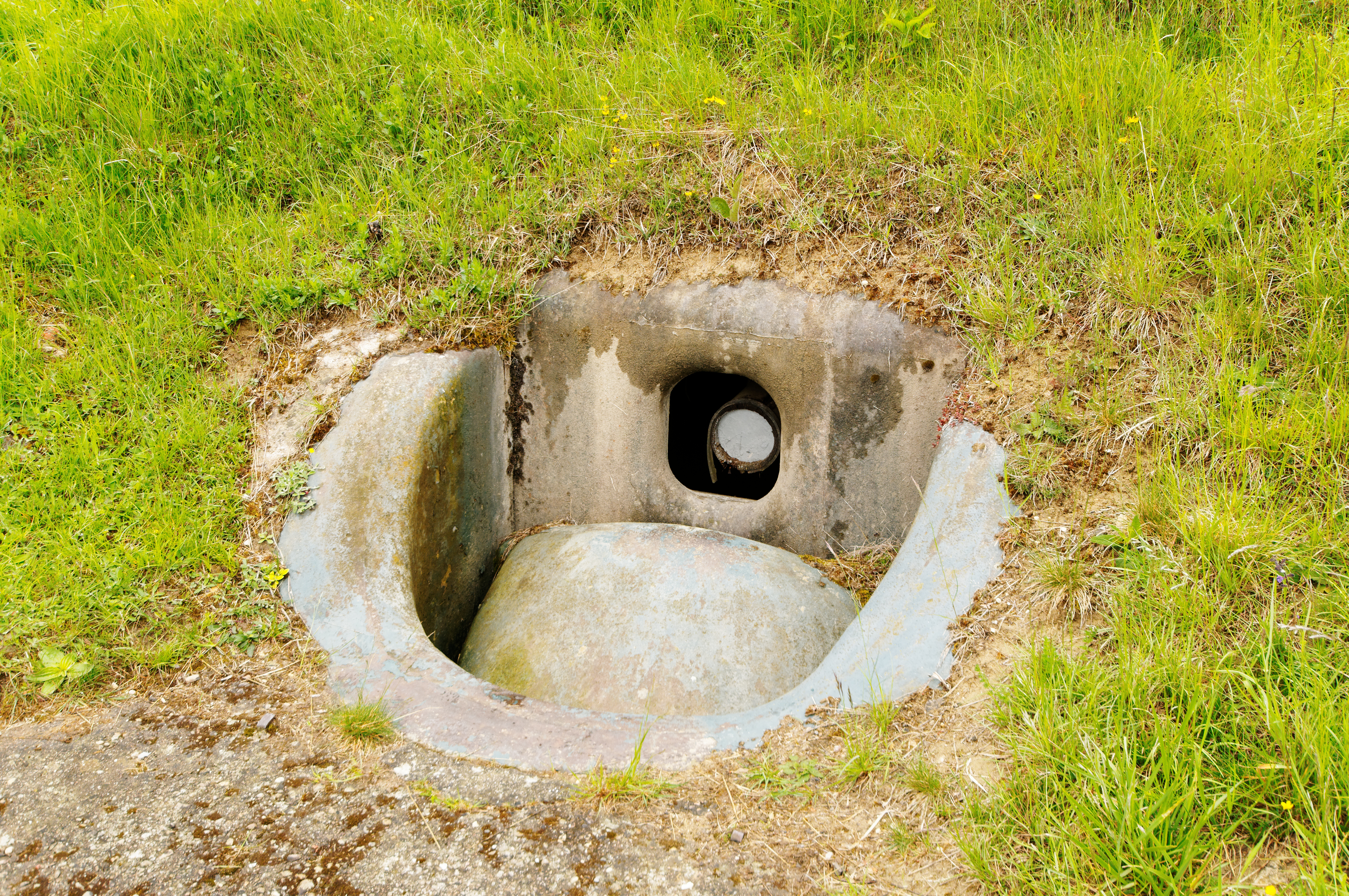
Geschützpforte für das Geschütz Canon de 155 L M1877 mit dem abgesenkten Schartenverschluss im Fort du Mont Bart

Die Casemate Mougin war ein gepanzerter Geschützstand in französischen Forts. Es gab die Ausführung für die Canon de 138 und die Ausführung für die Canon de 155 L. Entwickelt wurden die Geschützstände ab 1874 von Commandant Mougin. Aufgabe der Geschütze in den Kasematten war die Bekämpfung gegnerischer Belagerungsartillerie. Bei beiden Modellen handelte es sich um Minimalschartenkanonen.

## Modell für die Canon de 138 Raffye
Die Kasematte war aus Beton und Mauerwerk errichtet und mit einer Stahlpanzerung verstärkt.

### Panzerung
- Eine 7 t schwere Stirnplatte aus Walzstahl, 4 m breit, 1,6 m hoch und 0,15 m dick. In der Mitte der Platte befand sich die Geschützpforte von 0,88 × 0,52 m Abmessung.
- Ein Vorpanzer, 4 m breit, 0,32 m hoch und 0,15 m dick, der senkrecht eingebaut war und gleichzeitig als Vorderwand des Schachtes für die Verschlussscheibe diente. Er war mit vier 0,10 m dicken Bolzen mit der Stirnplatte verbunden.
- Die Verschlussscheibe der Geschützpforte war rund, diagonal mit zwei Öffnungen versehen und ließ sich mit einer Handkurbel drehen. Die Geschützpforte konnte so in kürzester Zeit freigegeben oder verschlossen werden. Die Scheibe wog 4 t, hatte einen Durchmesser von 1,8 m und war 0,20 m stark. Sie saß auf einer Achse, die einen Durchmesser von 0,20 m hatte.
- Links und rechts der Geschützpforte befanden sich vorkragende zylindrische Koffer aus Stahlblech, die mit Beton gefüllt waren und Flankenfeuer auf die Geschützpforte verhindern sollten.
- Die Decke war durch eine Eisenplatte in den Abmessungen von 1,2 × 5,12 m unterfüttert, auf ihr lag eine Steinschicht, eine Lage Ton, dann Lehm dann Mutterboden aufgetragen. Die Decke war ausgelegt, den Einschlag einer Granate vom Kaliber 95 mm zu absorbieren.

### Bewaffnung
Die Bewaffnung bestand aus einem Geschütz „Canon de 138 modèle 1873–74“ in einer stählernen Lafette vom Typ Torbes 1 oder 2. Das Gesamtgewicht von Geschütz und Lafette betrug 6675 kg. Der Seitenrichtbereich betrug 60°, der Höhenrichtbereich −5° bis +15°. Die 23 kg schweren Granaten hatten eine maximale Reichweite von 4,8 km.

### Einsätze und Verbleib
Die Kasematten waren in keine Kampfhandlungen verwickelt.
Fort d’Arches
Im Jahre 1900 hatte sich bereits gezeigt, dass der Geschützpanzerturm Tourelle Galopin de 155 mm L modèle 1890 der „Casemate Mougin“ in allen Belangen überlegen war. Man gab daher die beiden Kasematten auf. Sie wurden ausgebaut und eine der Stirnpanzerplatten als Verstärkung der Feuerleit- und Beobachtungspanzerkuppel für die Tourelle de 75 mm R modèle 1905 nach dem Fort de Dogny (Fester Platz Verdun) geschafft, wo sie eingebaut wurde. Der Rest der Panzerung, 27,2 t, blieb als Schrott zunächst an Ort und Stelle liegen und wurde 1912 für Ansprengversuche mit Melinit verwendet. Danach hat man die Teile an einen Schrotthändler verkauft.
Fort de Château-Lambert und Fort de Parmont
Im Jahre 1912/1913 wurden die beiden alten 155-mm-Geschütze durch solche vom Typ Canon de 120 mm L modèle 1878 ersetzt, was eine größere Reichweite zur Folge hatte. Der Geschützstand im Fort de Parmont wurde von den Deutschen im Jahre 1943 gesprengt und verschrottet. Lediglich die Kasematte im Fort de Château-Lambert blieb erhalten und ist heute noch vor Ort.

## Modell für die Canon de 19 C de Côte
Ein Projekt von 1875 sah vor, eine größere Kasematte herzustellen und diese mit einem Küstengeschütz Canon de 19 C de Côte vom Kaliber 19 cm auszurüsten. Das Vorhaben wurde jedoch nicht verwirklicht.

## Modell für die Canon de 155 L
Die Panzerung der Kasematte bestand aus Gusseisen und war das dritte Modell, das in den Forts installiert wurde. Sie bot ein kleineres Ziel als die Vorgängermodelle. Die Bewaffnung bestand aus der Canon de 155 mm L modèle 1877 auf Lafette M1881. Der Seitenrichtbereich betrug 60°, die Höhenrichtung erfolgte über einen hydraulischen Zylinder und variierte zwischen −5° und +20°. Die Reichweite des Geschützes lag bei 7,1 km.

### Panzerung
- Die Decke bestand aus vier Platten aus Gusseisen mit einem Gewicht von je 40 t, auf die eine Erdschicht aufgebracht war.
- Der Stirnpanzer war 60 cm dick und 22,5 t schwer, in der Mitte befand sich die Geschützpforte mit den Abmessungen von 40 × 35 cm.
- Der Vorpanzer, der gleichzeitig die äußere Wand des Schachtes für den Verschlussblock der Ausschussöffnung bildete, wog 10 t.
- Der Verschlussblock für die Geschützpforte war in einem Schacht aufgehängt und wurde durch einen Kettenzug mit zwei Handkurbeln auf und ab bewegt. Diese Handkurbeln befanden sich in zwei Aussparungen seitlich des Geschützraumes. Zum Ausgleich diente ein Kontergewicht von 7 t. Um Schießunfälle zu vermeiden, war das Rohr bei verschlossener Klappe durch eine von einer Batterie gespeiste elektrische Sperre am Vorlauf in die Schussposition gehindert.

Es wurden insgesamt 10 Exemplare durch die „Compagnie des forges et aciéries de la marine et d’Homécourt“ – besser bekannt unter dem Namen der Produktionsstätte Saint-Chamond – hergestellt. Die Kosten beliefen sich ohne Bewaffnung auf einen Betrag von 80.000 Goldfrancs pro Stück. Von einer weiteren Bestellung wurde Abstand genommen, da der Seitenrichtbereich als unzureichend angesehen wurde, die Kadenz zu niedrig war und die Belüftung der Kasematte, die nur durch einen Rauchzug in der Decke erfolgte, nicht ausreichte. Einige Verbesserungen, so an der Belüftung, wurden nach 1900 vorgenommen.
Ein Projekt aus dem Jahre 1877, das die Anfertigung solcher Kasematten im verkleinerten Maßstab mit Geschützen kleineren Kalibers zur Bekämpfung gegnerischer Feldgeschütze vorsah, wurde nicht verwirklicht.

### Einsätze und Verbleib
Während der beiden Weltkriege spielten die „Casemates Mougin“ keine Rolle. Im Jahre 1943 wurden von der deutschen Besatzung durch die Organisation Todt aus einigen der Kasematten Geschütze und Lafetten entfernt und der Verschrottung zugeführt. Was bei Kriegsende noch vorhanden war, demontierte die französische Armee in den 1960er Jahren. Bis auf die Kasematte der „Batterie des Ayvelles“ (Gemeinde Villers-Semeuse), die komplett verschwunden ist, sind alle anderen noch vor Ort. In einer der beiden Kasematten von Fort de Condé bei Soissons befindet sich noch die Lafette, in den Kasematten von Fort de Joux sind beide Verschlussklappen noch funktionsfähig. Im Fort du Mont Bart bei Montbéliard befindet sich ebenfalls noch eine Lafette mit der Nachbildung des Rohres.

## Übersicht

### Installierte Kasematten
| Bezeichnung | Gemeinde             | Fort                     | Einbau        | Verbleib                                             |
| ----------- | -------------------- | ------------------------ | ------------- | ---------------------------------------------------- |
| A           | Montbéliard          | Fort du Mont Bart        | 1879/1880     | 1943 teilweise verschrottet                          |
| B           | Condé-sur-Aisne      | Fort de Condé            | 21. Juli 1881 | teilweise verschrottet                               |
| C           | Condé-sur-Aisne      | Fort de Condé            | 21. Juli 1881 | Lafette und Kanone verschrottet                      |
| D           | Pontarlier           | Fort de Joux             | n. b.         | Lafette und Kanone verschrottet                      |
| E           | Pontarlier           | Fort de Joux             | n. b.         | Lafette und Kanone verschrottet                      |
| F           | Nizza                | Fort de la Tête de Chien | n. b.         | bewegliche Teile in den 1980er Jahren verschrottet   |
| G           | Charleville-Mézières | Fort de Ayvelles         | n. b.         | Lafette und Kanone in den 1960er Jahren verschrottet |
| H           | Charleville-Mézières | Batterie de Ayvelles     | n. b.         | verschwunden                                         |
| I           | Frouard              | Batterie de l’Éperon     | n. b.         | 1943 teilweise verschrottet                          |
| J           | Frouard              | Batterie de l’Éperon     | n. b.         | 1943 teilweise verschrottet                          |

### Nach 1885 vorgesehene Installationen
| Anzahl | Fort                      | Ortslage                    |
| ------ | ------------------------- | --------------------------- |
| 2      | Fort du Mont Bart         | Montbéliard                 |
| 1      | Fort de Longchamp         | Fester Platz Épinal         |
| 1      | Fort de Château-Lambert   | Haute Moselle (Obere Mosel) |
| 1      | Fort du Champ des Romains | Hauts de Meuse (Maashöhen)  |
| 1      | Fort de Gironville        | Hauts de Meuse              |
| 5      | Fort de Saint-Menge       | Langres                     |
| 7      | Fort de Dampierre         | Langres                     |
| 1      | Fort d’Ecrouves           | Fester Platz Toul           |
| 1      | Fort de Bouremont         | Troué de Charmes            |
| 1      | Batterie de Conflans      | Albertville                 |
| 2      | Fort de Bron              | Lyon                        |
| 2      | Batterie de Couvres       | Tournoux                    |